# Беннінгтон (Канзас)
Беннінгтон (англ. Bennington) — місто (англ. city) в США, в окрузі Оттава штату Канзас. Населення — 622 особи (2020).

## Географія
Беннінгтон розташований за координатами 39°2′0″ пн. ш. 97°35′35″ зх. д. / 39.03333° пн. ш. 97.59306° зх. д. (39.033304, -97.593055).  За даними Бюро перепису населення США в 2010 році місто мало площу 1,09 км², уся площа — суходіл.

## Демографія
Згідно з переписом 2010 року, у місті мешкали 672 особи в 261 домогосподарстві у складі 188 родин. Густота населення становила 617 осіб/км².  Було 283 помешкання (260/км²).
Расовий склад населення:
| - 97,8 % — білих - 0,9 % — корінних американців - 0,3 % — чорних або афроамериканців |

До двох чи більше рас належало 1,0 %. Частка іспаномовних становила 1,9 % від усіх жителів.
За віковим діапазоном населення розподілялося таким чином: 28,4 % — особи молодші 18 років, 58,7 % — особи у віці 18—64 років, 12,9 % — особи у віці 65 років та старші. Медіана віку мешканця становила 37,4 року. На 100 осіб жіночої статі у місті припадало 112,0 чоловіків;  на 100 жінок у віці від 18 років та старших — 101,3 чоловіків також старших 18 років.
Середній дохід на одне домашнє господарство  становив 52 667 доларів США (медіана — 50 682), а середній дохід на одну сім'ю — 57 574 долари (медіана — 55 417). Медіана доходів становила 40 446 доларів для чоловіків та 30 893 долари для жінок. За межею бідності перебувало 8,1 % осіб, у тому числі 10,4 % дітей у віці до 18 років та 13,8 % осіб у віці 65 років та старших.
Цивільне працевлаштоване населення становило 372 особи. Основні галузі зайнятості: освіта, охорона здоров'я та соціальна допомога — 22,8 %, виробництво — 15,1 %, роздрібна торгівля — 12,6 %, оптова торгівля — 12,1 %.